# غورو كاوانامي
غورو كاوانامي (باليابانية: 川浪 吾郎) (30 أبريل 1991 في إيباراكي في اليابان – )؛ هو لاعب كرة قدم ياباني سابق كان يلعب كحارس مرمى.

## وصلات خارجية
- غورو كاوانامي على موقع رابطة كرة القدم اليابانية للمحترفين (اليابانية)
- غورو كاوانامي على موقع قاعدة بيانات كرة القدم.إي يو (الإنجليزية)
- غورو كاوانامي على موقع Soccerway.com (الإنجليزية)
- غورو كاوانامي على موقع عالم كرة القدم.نت (الإنجليزية)
- غورو كاوانامي على موقع كووورة